# 提前結束比賽
提前結束比賽（英語：called game），是棒球或壘球比賽中，根據某種理由裁判可以命令比賽提前結束，若是因分差過大而提前結束的情況又被稱作慈悲條款（英語：mercy rule）。

## 概要
在比賽中因為天災（下雨、下雪、濃霧或其他天候災害）或者球場上的一些事件、日落（沒有照明設備的球場）造成比賽難以繼續進行的場合，又或根據比賽規定兩隊比數差達到了一定的分數等等，判定比賽不能繼續進行，裁判就能命令比賽結束。宣告比賽結束的權限只有裁判擁有，然而實際上裁判不會獨斷的判定比賽提前結束，通常是裁判們和對戰雙方球隊的總教練及比賽營運的相關人員討論後所做的決定。
在棒球中，如果在比賽進行中的某局還沒達到三個出局數，比賽即提前結束，計分板上會和再見安打比賽同樣附有「x」的記號。
通常只有短期盃賽會設置比分差距作為提前結束門檻，職業的例行賽因為重視球員紀錄，一般不會有比分差距的提前結束制度。

## 棒球

### called game的實際應用

#### 亞洲職棒大賽
7局之後，兩隊差分超過10分時，則可以提前結束比賽。
- 第一屆亞洲職棒大賽，第2天的第2場比賽（2005年11月11日）興農牛（台灣）－千葉羅德海洋（日本）第一次適用了這個規則，比分如下：

| 球隊         | 1 | 2 | 3 | 4 | 5 | 6 | 7 | 8 | 9 | R  | H  | E |
| ------------ | - | - | - | - | - | - | - | - | - | -- | -- | - |
| 千葉羅德海洋 | 1 | 2 | 0 | 0 | 3 | 1 | 5 | x | x | 12 | 10 | 0 |
| 興農牛       | 0 | 0 | 0 | 0 | 0 | 1 | 0 | x | x | 1  | 4  | 2 |

（七局提前結束）

#### 世界棒球經典賽
2013年，中華台北對上古巴，中華台北被古巴以14比0提早在7局結束比賽。
2023年D組分組賽，波多黎各對上以色列，以10比0提早在8局結束比賽。波多黎各四名投手讓以色列無任何人上壘，但因未賽滿9局而無法成為正式的完全比賽。
2025年，中國對德國、中國對巴西，2場皆以2：12提前結束中國，B組資格賽連3敗

#### 亞運
2018年，中華台北輕取中國香港，16比1提前結束比賽；銅牌戰對戰中國，10比0提前結束比賽。

#### 日本高中棒球
無論是春季甲子園還是夏季甲子園，均無提前結束門檻。地方大會的提前結束門檻為5局10分，7局7分。

#### 台灣中信盃黑豹旗全國高中棒球大賽
前2屆只有5局15分，7局10分的提前結束門檻，第3屆(2015年)起新增3局20分。

### 職業棒球的提前結束
因為球員紀錄是職業比賽中很重要的一環，所以職業比賽不會因為比數差距而提前結束比賽，但可能因為其他因素提前結束。

#### 中華職棒
- 比賽進行滿5局（如果5局上結束時客隊落後亦視為進行滿5局，倘5局上結束時平手或客隊領先需進行至5局下結束，例外情況為主隊在5局下超前比數）因降雨、濃霧等場地因素無法繼續比賽時，則主審會徵詢雙方總教練意見後，得裁定比賽提前結束。
- 二軍例行賽因免費開放觀眾觀賽，為節省成本，通常於下午1時或2時開打且原則不開燈。如果比賽未進行滿9局，但因為時間過長或雲層較厚等原因，致天色昏暗影響球員視線時，則主審會徵詢雙方總教練意見之後，得裁定比賽提前結束。二軍總冠軍賽會開燈進行而不適用這項規定。
- 例行賽的延長賽最多12局，但於天母棒球場進行的比賽為降低對於周圍居民的作息影響，根據中華職棒大聯盟的《裁判執法手冊規則補述》，比賽時間若超過夜間10時，未賽至9局以完成9局賽事為止，平手不再延長；若處於延長賽，則完成該局賽事後結束比賽。季後賽及總冠軍賽則不適用此規定。

## 另見
- 保留比賽
- 垃圾時間